# Ісаак ха-Сангарі
Ісаак га-Сангарі — єврейський проповідник, який переконав хозар прийняти юдаїзм. Згадується в пізніх єврейських джерелах, уперше — у барселонського автора XIII століття Моше бен Нахмана.
За легендою, збереженої в різних варіантах, конверсії хозар передував диспут, влаштований за ініціативою хозарського правителя, між християнським , ісламським і юдейським священиками. Юдей здобув верх на іншими. У християнській версії переказу, збереженого в житії Кирила (Костянтина), юдейський священик мав ім'я Зембра (можливе спотворення від Сангарі), він був названий «хозарином за походженням і єретиком у релігії».
Особа Сангарі визнана достовірною. Якщо вірити джерелам, він був відомим рабином, випереджаючи у вивченні Тори і Кабали і досвідченим в арабській мові.
Про його біографію і статус при хозарському дворі не можна сказати нічого конкретного. У всіх розповідях єврейський проповідник завжди перебував біля царя, в той час як інші проповідники прибували по запрошенню.
Д. Данлоп висунув гіпотезу, ототожнюючи ім'я «Сангарі» з областю Сангарос у Західній Анатолії і, таким чином, припустив, що Сангарі був візантійським євреєм.
У XIX столітті відомий дослідник караїмської старовини А. Фіркович стверджував, що виявив надгробну плиту з ім'ям Сангарі в Криму .
Літературна постать Сангарі приведена в романі М. Павича «Хозарський словник».